# Liste der Kulturdenkmäler in Bundenthal
In der Liste der Kulturdenkmäler in Bundenthal sind alle Kulturdenkmäler der rheinland-pfälzischen Ortsgemeinde Bundenthal aufgeführt. Grundlage ist die Denkmalliste des Landes Rheinland-Pfalz (Stand: 31. August 2023).

## Einzeldenkmäler
| Bezeichnung                                | Lage                                         | Baujahr                                       | Beschreibung | Bild                           |
| ------------------------------------------ | -------------------------------------------- | --------------------------------------------- | --- | ------------------------------ |
| Hofanlage                                  | Bäckergasse 2 Lage                           |                                               | Winkelhof, teilweise Fachwerk | Fotos hochladen                |
| Quereinhaus                                | Bäckergasse 6 Lage                           | 17. Jahrhundert                               | Fachwerk-Quereinhaus, teilweise massiv und verputzt, eventuell noch aus dem 17. Jahrhundert                                                 | Fotos hochladen                |
| Wegekreuz                                  | Bahnhofstraße, Ecke Haardter Weg Lage        | 1743                                          | Wegekreuz, Sandstein, bezeichnet 1743; oberer Kreuzteil und Korpus wohl aus dem 19. Jahrhundert                                             | weitere Bilder Fotos hochladen |
| Wohnhaus                                   | Friedhofstraße 2 Lage                        | 18. Jahrhundert                               | eingeschossiges Fachwerkhaus, teilweise massiv, 18. Jahrhundert                                                                             | Fotos hochladen                |
| Wohnhaus                                   | Friedhofstraße 6 Lage                        |                                               | Fachwerkhaus, großenteils massiv erneuert                                                                                                   | Fotos hochladen                |
| Brunnen                                    | Hauptstraße, Ecke Kirchstraße Lage           | zweite Hälfte des 19. Jahrhunderts            | Laufbrunnen, zweite Hälfte des 19. Jahrhunderts                                                                                             | Fotos hochladen                |
| Wohnhaus                                   | Hauptstraße 47 Lage                          | 18. Jahrhundert                               | Fachwerkhaus, teilweise massiv und verputzt, 18. Jahrhundert                                                                                | Fotos hochladen                |
| Wohnhaus                                   | Hauptstraße 71 Lage                          | 1744                                          | Fachwerkhaus, teilweise massiv, bezeichnet 1744                                                                                             | Fotos hochladen                |
| Gasthaus                                   | Hauptstraße 72 Lage                          | 17. oder 18. Jahrhundert                      | Gasthaus; Fachwerk, teilweise massiv und verputzt, 17. oder 18. Jahrhundert; großer Saalbau, bezeichnet 1896; kleiner Anbau mit Schornstein | weitere Bilder Fotos hochladen |
| Wohnhaus                                   | Hauptstraße 74 Lage                          | Mitte oder zweite Hälfte des 18. Jahrhunderts | Fachwerkhaus, teilweise massiv, Krüppelwalmdach, Mitte oder zweite Hälfte des 18. Jahrhunderts                                              | weitere Bilder Fotos hochladen |
| Wohnhaus                                   | Hauptstraße 76 Lage                          | 1754                                          | Fachwerkhaus, teilweise massiv, Krüppelwalmdach, bezeichnet 1754                                                                            | weitere Bilder Fotos hochladen |
| Wohnhaus                                   | Hauptstraße 82/84 Lage                       | 17. oder 18. Jahrhundert                      | Fachwerkhaus, teilweise massiv, wohl noch aus dem 17. oder aus dem 18. Jahrhundert                                                          | Fotos hochladen                |
| Wohnhaus                                   | Hauptstraße 86/88 Lage                       | 1741                                          | Fachwerkhaus, teilweise massiv, Walmdach, bezeichnet 1741                                                                                   | Fotos hochladen                |
| Pfarrhaus                                  | Hauptstraße 92 Lage                          | 1780                                          | katholisches Pfarrhaus, Krüppelwalmdachbau, bezeichnet 1780                                                                                 | Fotos hochladen                |
| Kapelle St. Wendelin                       | Hauptstraße 97 Lage                          | 1736                                          | barocker Saalbau, 1736 | weitere Bilder Fotos hochladen |
| Katholische Pfarrkirche St. Peter und Paul | Kirchstraße 2 Lage                           | 1743                                          | barocker Saalbau, 1743, 1835 verlängert und erweitert, Westturm 1952                                                                        | weitere Bilder Fotos hochladen |
| Kreuzigungsgruppe                          | Kirchstraße, bei Nr. 2 Lage                  | 1725                                          | vor der Kirchhofsmauer: Kreuzigungsgruppe, bezeichnet 1725                                                                                  | Fotos hochladen                |
| Kriegerdenkmal                             | Kirchstraße, bei Nr. 2 Lage                  |                                               | Kriegerdenkmal 1914/18 | weitere Bilder Fotos hochladen |
| Wegekreuz                                  | nordöstlich des Ortes auf einer Waldlichtung | um 1900                                       | Kreuzigungsgruppe, um 1900 | Fotos hochladen                |
| Friedhofskreuz                             | südlich des Ortes auf dem Friedhof Lage      | 1842                                          | Friedhofskreuz, bezeichnet 1842, Sockel 1907 erneuert                                                                                       | weitere Bilder Fotos hochladen |